# 西郷従理
西郷 従理（さいごう じゅうり、1874年（明治7年）10月9日 - 1884年（明治17年）12月10日）は、明治時代の人物。西郷従道の長男。

## 略伝
駐日ロシア公使シャール・ド・スツルヴェに従って7歳で渡露、皇后マリア・フョードロヴナや、皇弟アレクセイ大公（アレクサンドル3世の弟）に可愛がられ、皇弟と皇后を代父母として正教会の洗礼まで受けた（聖名：アレキセイ）。その後、スツルヴェが駐米公使に転任したのに伴い、ワシントンに移ったが、腸チフスに感染し、1884年（明治17年）12月10日、ワシントンで死去した（10歳2か月）。

### 死後
死去の前日、従叔父の大山巌が欧米視察の途中に見舞いに来ており、従理死去の急報を受けて再度駆けつけた大山は枕頭で号泣したとされる。従理の遺体は、大山の手配によって日本へ送られ、埋葬式は神田駿河台の正教会でニコライ主教によって執り行われた（当時まだ同地にニコライ堂は建設されていない）。植村正久は西郷家が従理を正教会式に葬送したことについて、葬儀における信教の自由が認められていない世相の中で、社会に与えた影響が小さく無かったと言及している。視察を終えて帰国した大山は真っ先に西郷家へ駆けつけ、弔辞を述べるとともに、従理の最期の模様を従道と清子へ語った。その際、従道と清子は「あいがと、あいがと」と大山の配慮に感謝しながら泣き続けたという。墓所は多磨霊園。